# Viksättsjön
Viksättsjön är en sjö i Kramfors kommun i Ångermanland och ingår i Nätraån-Ångermanälvens kustområde. Sjön har en area på 0,312 kvadratkilometer och ligger 62,3 meter över havet. Sjön avvattnas av vattendraget Törnaån.

## Delavrinningsområde
Viksättsjön ingår i det delavrinningsområde (699040-161608) som SMHI kallar för Utloppet av Viksättsjön. Medelhöjden är 152 meter över havet och ytan är 10,56 kvadratkilometer. Det finns ett avrinningsområde uppströms, och räknas det in blir den ackumulerade arean 11,57 kvadratkilometer. Törnaån som avvattnar avrinningsområdet har biflödesordning 2, vilket innebär att vattnet flödar genom totalt 2 vattendrag innan det når havet efter 5,9 kilometer. Avrinningsområdet består mestadels av skog (85 procent). Avrinningsområdet har 0,29 kvadratkilometer vattenytor vilket ger det en sjöprocent på 2,8 procent.